# Église Saint-Jean-Baptiste de Għargħur
Pour les articles homonymes, voir Église Saint-Jean-Baptiste.
L'église Saint-Jean-Baptiste est une église catholique située à Għargħur, à Malte.

## Historique
Cette très ancienne église a servi d'église paroissiale aux habitants de Għargħur jusqu'au moment de la construction de l'église actuelle. Mgr Balaguer la ferma en 1659 mais fut plus tard rouverte.